# 吉岡真央
吉岡 真央（よしおか まお）は、NHKのアナウンサー。

## 人物
福井県福井市出身。北陸中学校・高等学校を経て、慶應義塾大学法学部法律学科卒業。
2018年に入局。初任地は高知放送局。
2022年4月より、『ニュースウオッチ9』のフィールドリポーターと『サタデーウオッチ9』のキャスター就任のため、東京アナウンス室に異動。
2023年4月より『ニュースウオッチ9』のスポーツキャスターに就任。
2023年12月4日発売の週刊ポストがNHKの先輩局員と結婚していると報じたが確認はされていない。

## 嗜好・挿話
幼少期から15年以上クラシックバレエを習っていた。地元福井県にある坪田バレエの卒業生。
高校時代は書道部、大学時代は應援指導部チアリーディング部メジャレッツに所属していた。
オール早慶戦 in 福井（2015年8月29日）では、公式Facebook・公式Twitter上で、応援マスコットとして地元福井の名所各地を紹介した。
高知放送局赴任後、地元のよさこいチームに入会し、第66回よさこい祭り、原宿表参道元氣祭り・スーパーよさこい2019に踊り子として参加した。
新型コロナウイルスの感染拡大を防ぐために第44回全国高等学校総合文化祭（2020こうち総文）がインターネット上での開催となったことを受け、高知放送局は吉岡の提案により地域向けニュース番組で特別企画を立ち上げた。一連の様子は『どーも、NHK』（2020年9月6日放送）でも伝えられた。

## 現在の担当番組
- ニュースウオッチ9（2022年4月4日 - ）
  - 2022年度はリポーター[9][10]
  - 2023年度からはスポーツキャスター担当
- レジェンドの目撃者（2024年6月15日 - ）

## 過去の担当番組
高知放送局時代（2018年度 - 2021年度）
- どーも、NHK（新人お披露目・2018年6月3日）
- 西日本豪雨特設ニュース（2018年7月7日） - 高知放送局より災害状況を伝えた（全国放送[11]）。
- 台風24号特設ニュース（2018年9月30日） - 高知放送局より災害状況を伝えた（全国放送）。
- NHKニュース7（2018年9月30日） - 台風24号関連ニュースを報じた部分の中で、高知放送局より災害状況を伝えた。
- お取り寄せ不可!?列島縦断 宝メシグランプリ（あばれる君と四国ブロックプレゼンター・2018年11月23日）[12]
- 四国らしんばん「もう一度 前を向いて〜高校最後の夏にできること〜」（語り・2020年7月10日〈四国ブロック〉[13]）
- こうちいちばん（2020年8月17日） - メインキャスター代理として松村朋美と共に司会進行を行った[14]。
- 「おらん9よさこい （特集 四国ヒューマンドキュメント～新しい日常～）」（2020年9月4日〈総合・四国ブロック〉）[15]。
- どーも、NHK（あなたの街のNHK：高知局「文化部のインターハイ」を応援・2020年9月6日〈総合・全国〉）[7][8]
- あさイチ「おでかけLIVE　日本有数の清流“四万十川”をカヌーから生中継!」（中継現場リポーター・2020年9月16日〈総合・全国〉）[16]
- あさイチ「おでかけLIVE　高知須崎産トラ柄の竹を世界へ」（中継現場リポーター・2020年9月17日〈総合・全国〉）[17]
- どーも、NHK（地域にエールを!：高知局「文化部のインターハイ」を応援、「おらん9よさこい」の取組・2020年11月8日〈総合・全国〉）
- アイデア対決・全国高等専門学校ロボットコンテスト2020 「四国地区大会」（司会・2020年11月23日〈四国ブロック〉、2020年12月13日〈総合・全国〉）
- あさイチ「しょうがでポカポカ!オムライス秘話!シェア旅 高知」（スタジオリポーター・2020年11月30日〈総合・全国〉）
- うまいッ!「生産量日本一!ピリッと!しょうが〜高知・土佐市〜」（地元応援団・2020年12月28日〈総合・全国〉）
- 四国推し!まちおんがく♪「12月から1月にかけて9日間、高知市の中央公園に楽器を設置♪」（語り・2021年2月2日〈NHK BS1〉）
- あさイチ「みんなでシェア旅・高知～水の王国の魅力をたっぷり!～」（リポーター・2021年3月18日〈総合・全国〉）
- こうちいちばん「岩合光昭の世界ネコ歩き・高知編」ロケの舞台裏をリポート（リポーター・2021年4月2日〈高知ローカル〉）
- 四国あるある選手権「MajiでKoiする5秒前」にのせて高知あるあるを歌う（プレゼンター・2021年4月24日〈四国ブロック〉）
- ニュースウオッチ9（代理リポーター・2021年9月6日 - 10日）[注 2]
- 京コトはじめ「古都の宝を守り伝える」（全国ここでもコトはじめLIVE中継・2021年11月26日〈総合・全国〉）
- ゆく年くる年（高知市「弘法寺」からリレー中継・2021年12月31日〈NHK総合テレビ、NHKワールドプレミアム〉）
- あさイチ「おでかけREPORT・土佐市の木毛（もくめん）工場にNHK高知の吉岡真央アナが潜入!」（リポーター・2022年2月14日〈総合・全国〉）
- サタデーウオッチ9「パイロット版」（パイロット版ではスタジオでサブキャスター（情報キャスター）的役割・2022年2月26日〈総合・全国〉）
- あさイチ「おでかけREPORT・夏だけじゃない!冬の“絶品スイカ”」（リポーター・2022年3月15日〈総合・全国〉）
- 四国あるある選手権2リターンズ「TOMORROW」で踊る高知あるあるwithよさこい（プレゼンター・2022年3月18日〈四国ブロック〉）

東京アナウンス室時代（2022年度 - ）
- サタデーウオッチ9 推しプレ!（苦境下の水族館 桂浜水族館・2022年5月21日）
- Jリーグ中継（J1）（鹿島アントラーズ対名古屋グランパスエイト）（Jリーグ開幕30周年「オリジナル10」記念試合）ピッチリポーター・ヒーローインタビュアー（2023年5月15日）
- ラグビーワールドカップ2023（総合・BS4K・NHKプラス）
  - 開会式&1次リーグ・グループA「フランス」対「ニュージーランド」（2023年9月9日） - パリ・コンコルド広場のファンゾーンより中継
  - グループD「日本」対「チリ」（2023年9月9日） - トゥールーズ・プレリ・デ・フィルトルのファンゾーンより中継
  - ウィークリーハイライト（2023年10月7日） - スタジオ進行（池野健アナウンサーとともに、解説：五郎丸歩）
- JAPAN CUP チアリーディング日本選手権大会2023（実況・2023年9月16日〈NHK BS1〉）
- 第74回NHK紅白歌合戦（浅草寺から中継・2023年12月31日〈NHK総合、BSプレミアム4K、BS8K〉）
- 競泳　国際大会選考会〜パリオリンピック2024代表決定戦〜 7日目・8日目（キャスター・2024年3月23日、24日〈NHK総合〉）
- 第33回オリンピック競技大会（パリから中継・2024年7月26日〜8月11日〈総合・BS4K・NHKプラス〉)
- JAPAN CUP チアリーディング日本選手権大会2024（実況・2024年9月23日〈NHK BS1〉）
- ローザンヌ国際バレエコンクール（司会・2025年7月5日〈Eテレ〉）